# Toaripi Lauti
Toaripi Lauti (1928 – 2014. május 25.) 1975. október 2. és 1978. október 1. között ő volt Tuvalu főminisztere. Mikor az ország elnyerte függetlenségét, őt nevezték ki az ország első miniszterelnökének. Ezt a posztot 1981. szeptember 8-áig töltötte be, amikor megvádolták, hogy részese volt egy befektetési botránynak. Utódja ezen a poszton Tomasi Puapua lett. Ezt követően Tuvalu főkormányzójává nevezték ki. A Brit monarchiát 1990. október 1. és 1993. december 1. között képviselte országában. E poszton Tomu Sione követte.